# 新日本建築家集団
新日本建築家集団（しんにほんけんちくかしゅうだん　New Architect's Union of Japan）とは、日本の建築運動体。通称NAU。
1947年6月、建築文化聯盟、住文化協会、日本民主建築会などの建築運動体が集合して結成された。戦後はもとより、日本建築界至上最大の建築運動団体で、多くの部会をもち、歴史部会の討論会や設計部会の共同作業（1949年全造船会館他いくつかの労働組合の建物）による建築設計など積極的な活動を展開した。その後関西での小規模な活動をへて新建築家集団、新建築家技術者集団へと発展し今日に至っている。